# Attika (periferi)
 For alternative betydninger, se Attika. (Se også artikler, som begynder med Attika)
 Attika eller Attikí (græsk: Αττική, Attikí; oldgræsk: Ἀττική, Attikḗ) er en periferi (underinddeling) i Grækenland som samtidig udgør et eget præfektur. Attika er videre inddelt  i præfekturområderne Athen, Øst-Attika, Pireus og Vestattika. Athen, hovedstaden i Grækenland, ligger i Attika. 
Attika ligger i det sydlige Grækenland og har et areal på 3.808 km². Ud over  Athen ligger byerne Pireus, Eleusis, Megara, Laurium og Marathon, og en lille del af halvøen Peloponnes samt øerne Salamis, Aegina, Poros, Hydra, Spetses, Kythira og Antikythira. Der boede 3.841.408 mennesker i 2005, og mere end 95 % bor i metropolområdet til Athen.